# Roberto César Itacaramby
Roberto César Itacaramby (14 febbraio 1955) è un ex calciatore brasiliano, di ruolo centrocampista.

## Palmarès

### Club

#### Competizioni statali
- Campionato Mineiro: 2

Cruzeiro: 1974, 1975